# 빅 E (프로레슬링 선수)
빅 E 랭스턴(Big E Langston)으로 알려진 에토레 어웬(Ettore Ewen, 1986년 3월 1일 ~ )은 미국의 프로레슬링선수다. 키는 180cm 몸무게는 129kg으로 피니쉬는 빅 엔딩(오버 더 숄더 커터), 런닝 스플래쉬로 사용을 한다. 2012년 12월 17일 WWE 러에서 돌프 지글러의 보디가드로 활동을 하면서 악역을 활동을 하다가 2013년 10월 18일 WWE 스맥다운에서 CM 펑크가 라이백, 커티스 액슬한테 공격을 당하는 장면에서 도와주면서 갑작스럽게 선역을 전환을 했다. 2013년 커티스 액슬을 꺾고 첫 인터콘티넨탈 챔피언이 된다. 2014년부터는 더 뉴데이로 활동하게 되면서 링네임을 빅 E(Big E)로만 쓰고 있다.

## 챔피언 경력
- FCW 플로리다 태그팀 챔피언 1회 - 캘빈 레인즈
- NXT 챔피언 1회
- WWE 챔피언 1회
- WWE 인터컨티넨탈 챔피언 2회
- WWE RAW 태그팀 챔피언 2회 - 코피 킹스턴 & 재비어 우즈 (더 뉴데이) 2회
- WWE 스맥다운 태그팀 챔피언 6회 - 코피 킹스턴 & 재비어 우즈 (더 뉴데이) 6회
- 2021 머니 인 더 뱅크 우승
- 33대 WWE 트리플 크라운